# Matthäus Merian

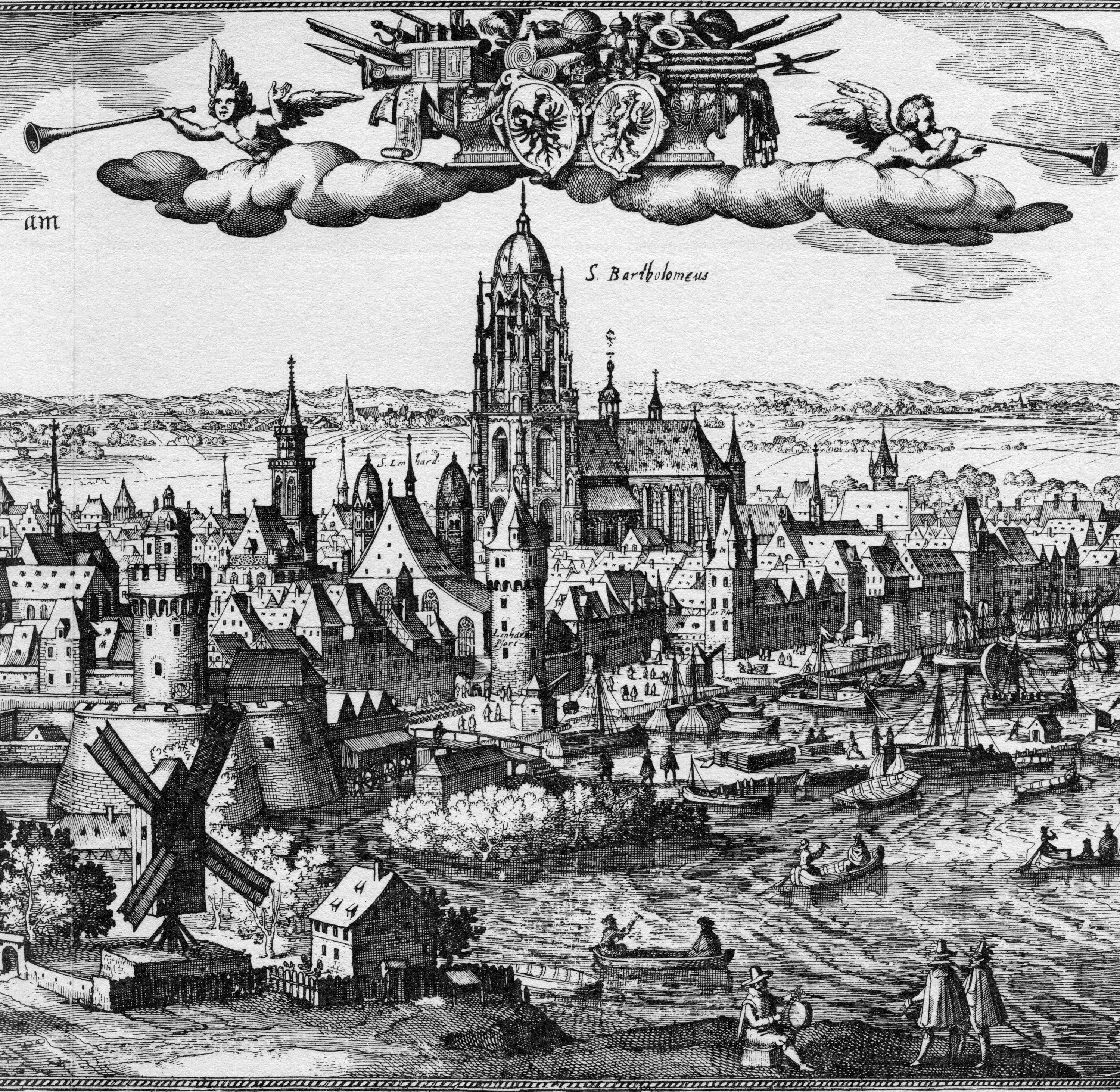
Frankfurt 1612 körül; Matthäus Merian metszete

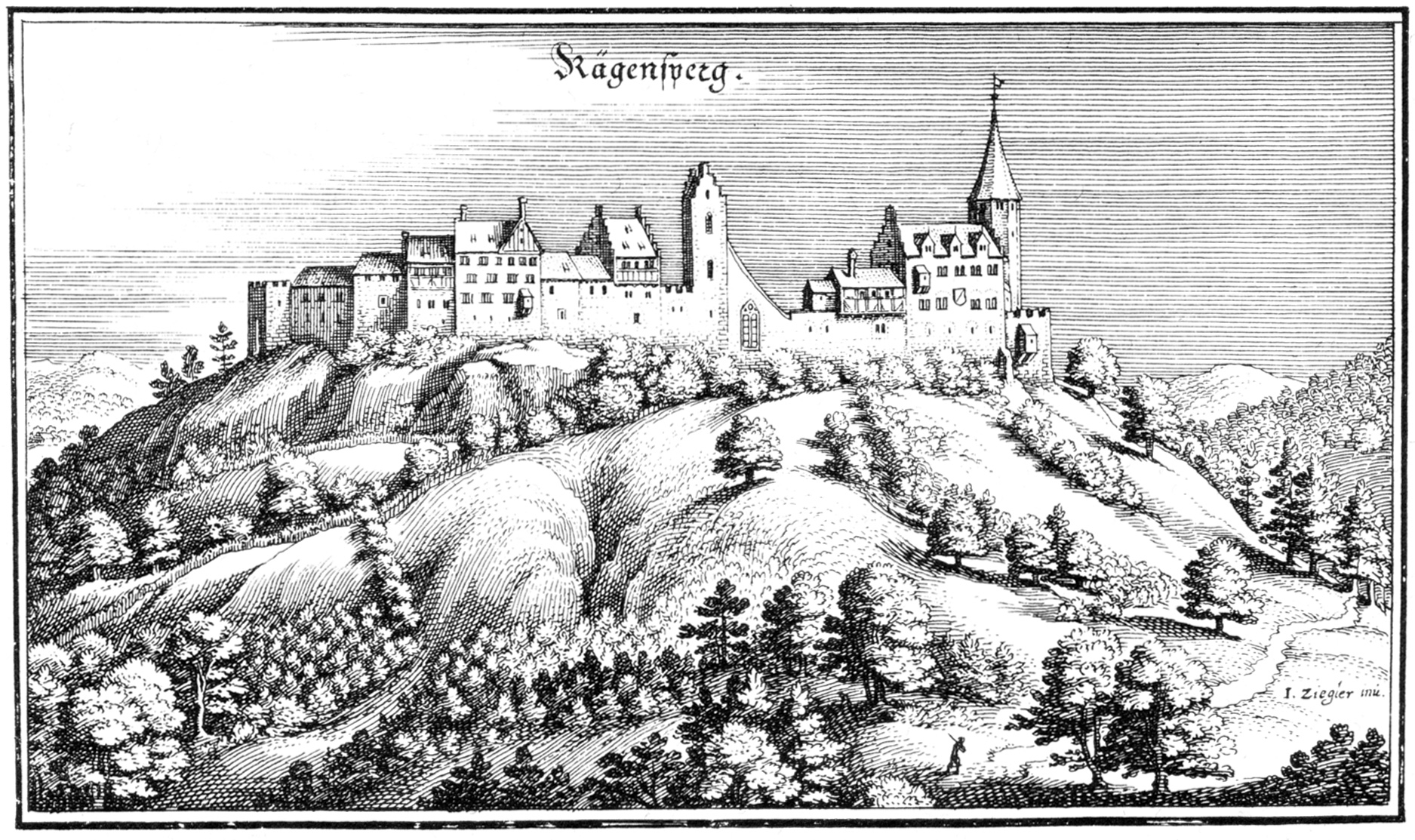
Regensberg a Topographia Helvetiae-ban, 1645

Matthäus Merian der Ältere (az idősebb; Bázel, 1593. szeptember 22. – Langenschwalbach, 1650. június 19.) svájci születésű metszetkészítő. Élete nagy részében Frankfurtban dolgozott, ahol kiadót is vezetett. Saját maga adta ki térképeit, krónikáit és főművét, a Topographia Germaniae-t.

## Élete
Bázelben született, Walther Merian fűrészmalom-tulajdonos, városi tanácsos fiaként. Az előkelő bázeli Merian család tagja. A rézmetszést Zürichben tanulta Friedrich Meyertől. 1610 után tanult és dolgozott Strasbourgban (Dietrich Brentelnél), Nancyban és Párizsban (Jacques Callotnál); 1615-ben tért haza Bázelbe. Az ezt követő évben Frankfurtba költözött, itt Johann Theodor de Bry – Theodor de Bry metszetkészítő, utazó fia – kiadójánál kezdett dolgozni, aki ekkoriban népszerű távol-keleti utazásokról szóló könyveket jelentetett meg. 1617-ben Merian feleségül vette munkaadója lányát, Maria Magdalenát. 1620-ban Baselbe költöztek, majd három évvel később, Johann Theodor de Bry halála után ismét Frankfurtba, ahol Merian átvette de Bry kiadóját. 1626-tól frankfurti polgár volt, ami azt jelentette, hogy önállóan is dolgozhatott kiadóként. Ezt követően élete nagy részét itt töltötte. Hat gyermeke született Maria Magdalenától: Susanna Barbara, Margaretha, Maria Magdalena, ifjabb Matthäus, Caspar és Joachim. 1627-ben felvette inasnak Wenzel Hollart.
1645-ben felesége meghalt. 1646-ban vette el második feleségét, Johanna Sibylla Heimet, akitől legkisebb gyermeke, Anna Maria Sibylla későbbi rovarkutató született.
Matthäus Merian hosszas betegség után hunyt el 1650. június 19-én a Wiesbaden melletti Langenschwalbachban. A frankfurti Peterskirchhof temetőben helyezték örök nyugalomra. Halála után kiadóját fiai, Matthäus és Caspar vették át, akik továbbra is kiadták műveit.

## Munkássága
Munkássága korai szakaszában részletes várostérképeket készített egyéni stílusában: 1615-ben például Bázel és Párizs térképét. Martin Zeiller (1589–1661) német topográfussal, majd 1640 körül fiával, ifjabb Matthäussal (1621–1687) együtt készítette 21 kötetes Topographia Germaniae sorozatát, melyben városok alaprajzai és távlati képei szerepeltek, emellett világtérkép és a világ legtöbb országának térképe is. Ezt a nagy népszerűségnek örvendő művet több kiadásban is megjelentették. Az apósának apja által még 1590-ben megkezdett Grand Voyages („Nagy utazások”) és Petits Voyages („Kis utazások”) kiadását is folytatta, későbbi kiadásait befejezte, kiegészítette. Kevésbé ismert vallási munkássága: rengeteget foglalkozott vallási kérdésekkel, és sok erőt merített Istenhez fűződő kapcsolatából. Úgy vélte, Istent elsősorban nem az egyház, a Biblia és a szentségek segítségével, hanem a Szentlélek kegyelméből lehet megismerni. Ezt tükrözi mottója, az „A jámborság kifizetődő” is, mely a kiadó gólyával díszített címerén szerepel.
Merian munkái inspirálták Erik Dahlberg Suecia Antiqua et Hodierna című metszetgyűjteményét. Róla kapta nevét a német Merian utazási magazin.

## Művei

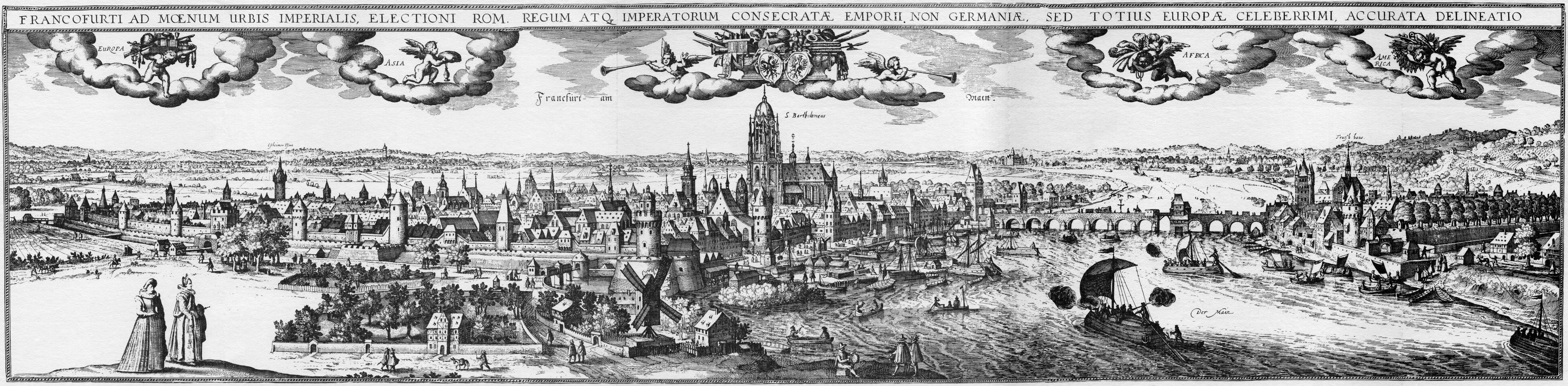
Frankfurt délnyugat felől

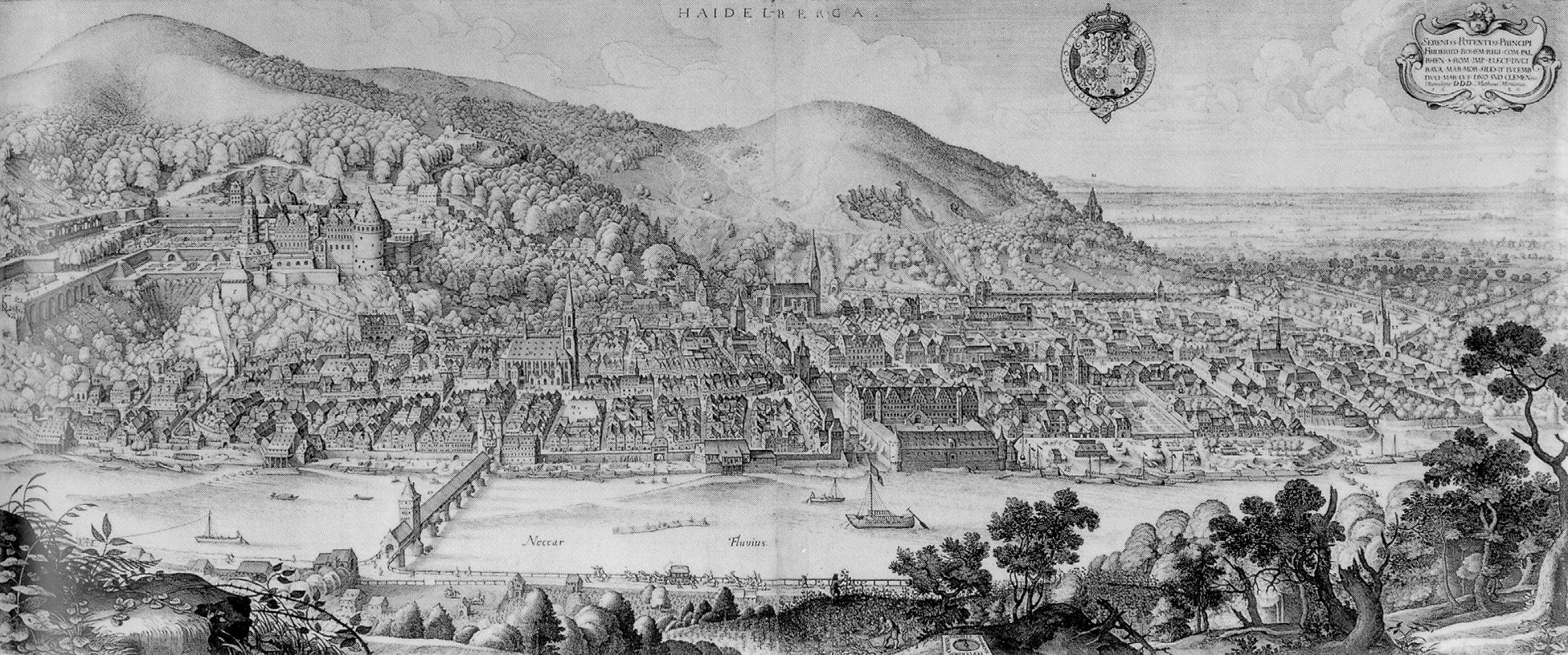
Heidelberg látképe (rézmetszet, 1620)

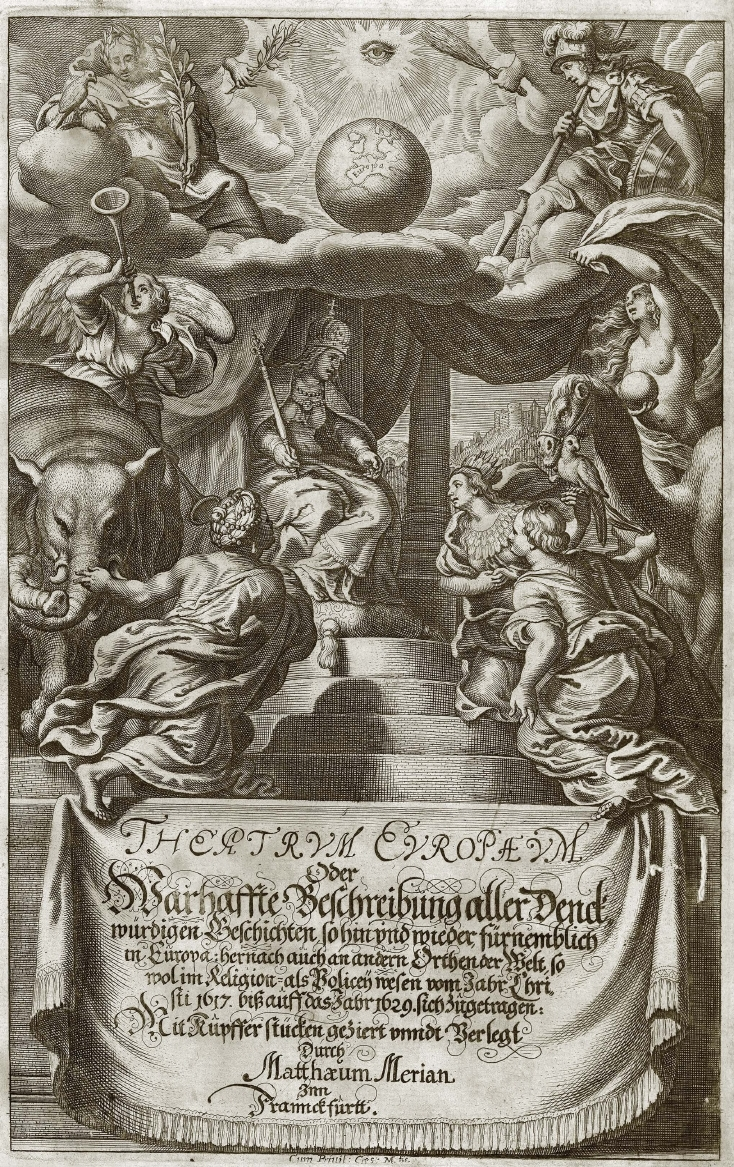
A Theatrum Europaeum címlapja

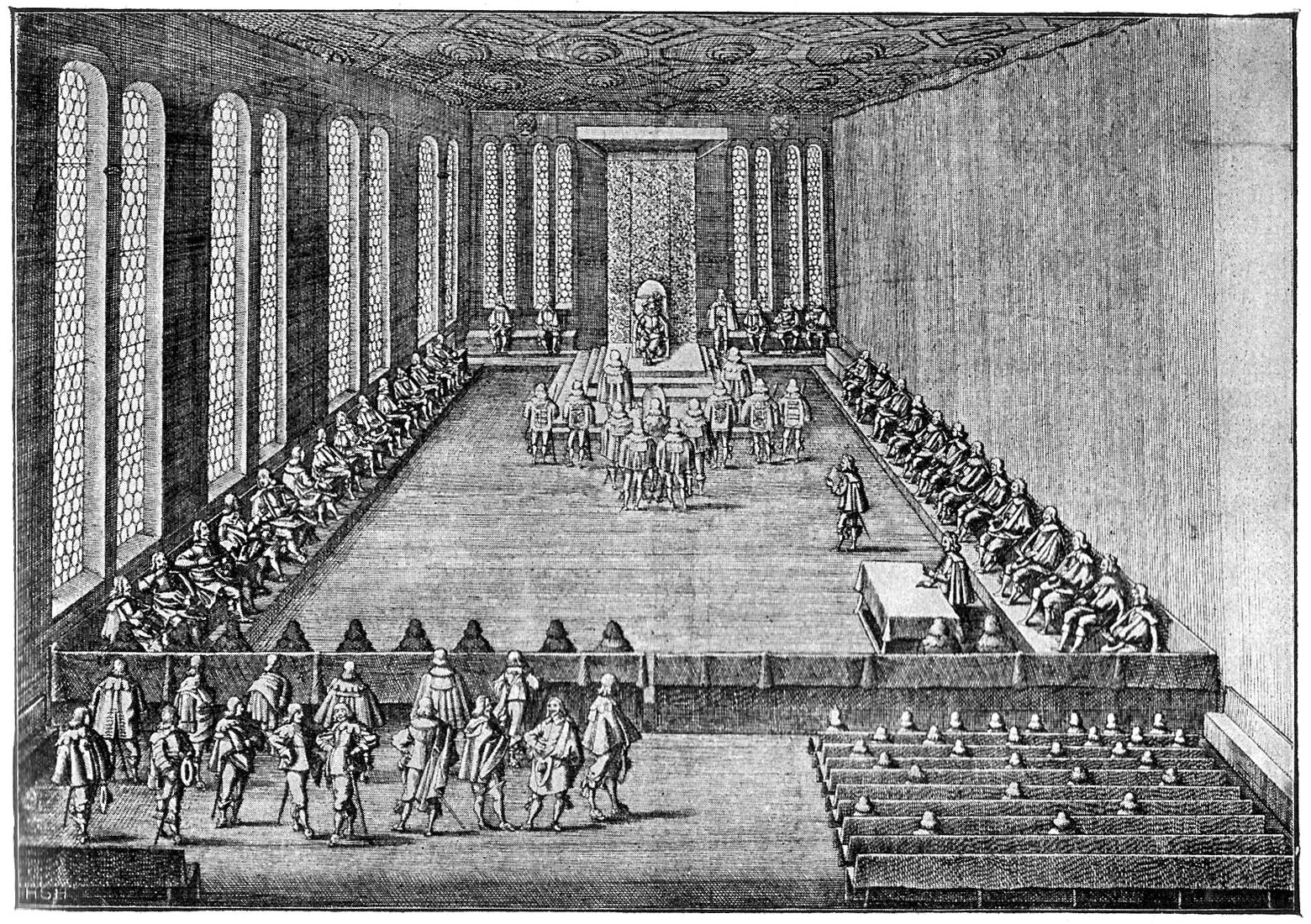
Az 1640-es regensburgi birodalmi gyűlés

- a bázeli régió több mint 250 kis tájképe (1620–1625)
- a heidelbergi kastély látképe (1620)
- Icones biblicae: 159 oldalas képes Biblia, Ó- és Újszövetség, 78 rézmetszettel, szövege latin, német és részben francia (Frankfurt, 1627)
- Frankfurt am Main nagy látképe madártávlatból, négy oldalon (1628, átdolgozások 1770-ig készültek róla)
- Luther Márton német Biblia-fordításának illusztrációi; az így készült kötetek Merian-Biblia néven is ismertek (1625–1630)
- Historische Chronik („Történelmi Krónika”) Johann Ludwig Gottfried szövegével (1629–1632)
- a többkötetes Theatrum Europaeum (1629−1650, örökösei fejezték be): Európa topográfiája, politikai és hadi eseményei a harmincéves háború idején
- Archontologica cosmica: a Föld minden országának leírása J. L. Gottfried szövegével (1638)
- Totentanz von Basel (1644)
- Gallia, Le Royaume de France. Franckreych (Frankfurt, 1649 körül)[16]
- Topographia Germaniae: Merian főműve (1642-től kezdve adta ki), Martin Zeiler (1589–1661) szövegével. 1642–1654 közt jelent meg 16 kötetben. A sorozatot Merian halála után még 1688-ig folytatták más európai országok és területek, többek közt Francia-, Olaszország és Kréta leírásával. A teljes sorozat 30 kötetből áll 92 térképpel és 1486 rézmetszettel, melyeken összesen 2142 kép szerepel városokról, falvakról, várakról és kastélyokról, kolostorokról. Emellett számtalan város- és országtérkép és egy világtérkép is tartozik hozzá. A Topographia ezzel kora egyik legnagyobb terjedelmű kiadványa volt. Merian látképei gyakran az adott hely legrégebbi dokumentált látképe.
- Großen und Kleinen Reisen: („Nagyobb és kisebb utazások”) Merian apósának apja, Theodor de Bry kezdte 1590-ben, fia, Johann Theodor de Bry folytatta, majd Merian vette át.
- Topographia Archiepiscopatuum Moguntinensis, Treuirensis et Coloniensis, das ist Beschreibung der vornembsten Stätt und Plätz in denen-Ertzbistumen Mayntz, Trier und Cöln. An Tag gegeben durch Matth. Merian 1646, Faks. Neudr., Frankfurt/M.: Frankfurter Kunstverein 1925, 54 S. – A mainzi, trieri és kölni érsekség topográfiája.[17]
- Topographia Bavariae. Das ist Beschreib: und Aigentliche Abbildung der Vornembsten Stätt und Orth in Ober und NiederBeyern, der ObernPfalz, und andern zum Hochlöblichen Bayrischen Craiße gehörigen Landschafften. Zwickauer Facsimiledrucke; [Nr 26], Zwickau: Ullmann 1914, 138 S., [3] Bl., III., Kt. – Bajorország topográfiája.[18]
- Topographia Franconiae. Das ist Beschreibung und eygentliche Contrafactur der vornembsten Stätte und Plätze des Franckenlandes und deren, die zu dem hochlöblichen fränkischen Cratße gezogen werden, Frankfurt a. M.: Frankfurter Kunstverein 1925, VI, 118 S. – Franciaország topográfiája.[18]
- Topographia Hassiae, et regionum vicinarum: Das ist: Beschreibung und eygentl. Abb. der vornehmsten Stätte u. Plätze in Hessen u. deren benachbarten Landschafften, als Buchen, Wetteraw, Westerwaldt, Löhngaw, Nassaw, Solms, Hanaw, Witgenstein und anderen, [2., Auflage], Frankfurt/M.: Merian 1655, 151 S. – Hessen topográfiája.[18]
- Topographia Saxoniae Inferioris. Das ist Beschreibung der vornehmsten Stätte unnd Plätz in dem hochl. NiderSachß:Crayß, Kassel und Basel: Bärenreiter 1962, 247 S. – Alsó-Szászország topográfiája.[18]
- Topographia Sueviae. Das ist Beschreib- und aigentliche Abcontraseitung der fürnembste Stätt und Plätz in Ober und Nieder-Schwaben, Herzogthum Würtenberg, Marggraffschafft Baden und andern zu dem hochlöbl. Schwabischen Craiße gehörigen Landtschafften u. Orten, Frankfurt a.M.: Frankfurter Kunstverein 1925, VIII, 245 S. – Svábia topográfiája.
- Topographie Westphaliae. Das ist Beschreibung der vornembsten, und bekantisten Stätte, und Plätz, im hochlöblichen westphälischen Craiße. [Faks.-Neudr. d. Ausgabe von 1647), Frankfurt am Main: Kunstverein 1926, 94, [5] S., 50 Kupfertaf., 1 Kt. – Vesztfália topográfiája.[18]

## Érdekesség
Heidelbergben 1967-ben azonosították a helyet, ahonnan Merian felvázolta híres metszetét, a pfalzi választófejedelem városát. Ez a Meriankanzel.